# Emanuel Filibert z Valdštejna
Emanuel Filibert hrabě z Wadstein-Wartenbergu, také z Valdštejna (od roku 1758 z Valdštejna a Vartenberka, německy Emanuel Philibert Graf von Waldstein und Wartenberg; 2. února 1731 Vídeň – 22. května 1775 Třebíč) byl český šlechtic z rodu Valdštejnů z Vartenberka a císařský komorník.

## Život

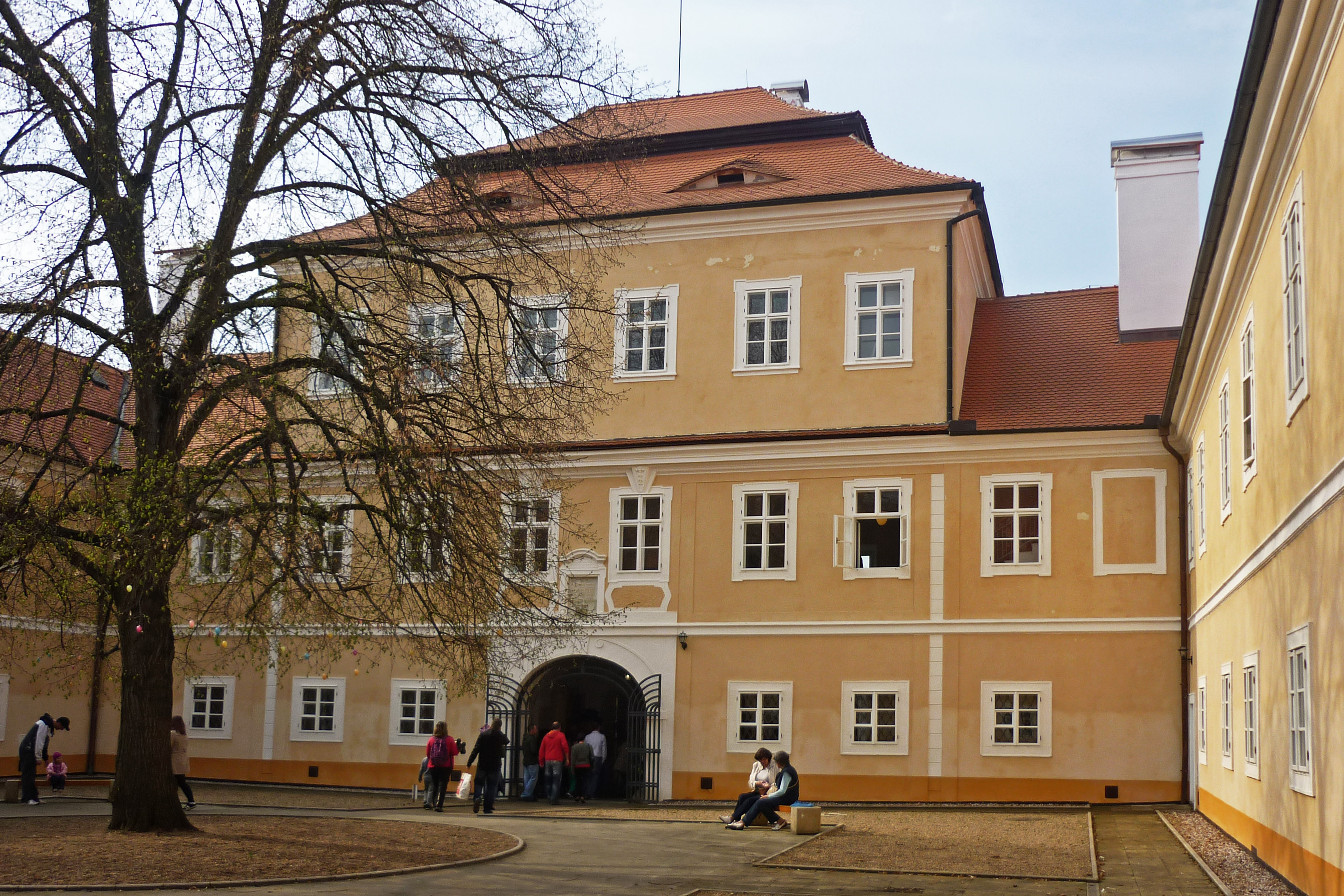
Valdštejnský zámek v Horním Litvínově

Emanuel Filibert Jan Josef Karel Adam Prosper Petr František z Valdštejna se narodil jako syn Františka Josefa Jiřího hraběte z Valdštejna (1709–1771) a jeho manželky Marie Josefy z Trauttmansdorff-Weinsbergu (1704–1757).
Po vymření rodu Vartenberků přešel v rámci dědictví jejich erb a titul roku 1758 na duchcovskou i mnichovohradišťskou větev hrabat z Valdštejna. V roce 1760 zdědil Emanuel Filibert rodové fideikomisní panství Duchcov s Horním Litvínovem společně s alodiálním panstvím Záluží po svém otci.
V Duchcově vybudoval textilní manufakturu na výrobu punčochového zboží a pod jeho správou byla zahájena také těžba uhlí v dole Svatá Trojice. V roce 1775 založil při panské textilce v Horním Litvínově nový sirotčinec.
Rodové dědictví po jeho smrti zdědil jeho nejstarší syn Josef Karel Emanuel hrabě z Valdštejna a Vartenberka.

## Rodina
V Českém Krumlově se 21. května 1754 Emanuel Filibert oženil s Marií Annou Terezií z Lichtenštejna (15. října 1738 – 29. května 1814), dcerou Emanuela z Lichtenštejna (1700–1771) a jeho manželky Marie Antonie z Dietrichsteinu (1706–1777). Jako svatební dar jí nechal mezi léty 1761–1767 vybudovat lovecký zámeček Lichtenwald u Flájí.
- 1. Josef Karel Emanuel (1755–1814)
- 2. Jan Bedřich Paternus (21. srpna 1756 – 15. dubna 1812), v letech 1797–1802 katedrální děkan v Salcburku a v letech 1802– 1812 biskup sekavský
- 3. Marie Kristýna Josefa Xaverie Barbora Leonora (1757–1763)
- 4. František de Paula Adam (14. února 1759 Vídeň – 24. května 1823 Horní Litvínov), rytíř maltézského řádu a botanik
  - ∞ Karolina Ferdinandi (1777–1844)
- 5. Marie Antonie (1760–1763)
- 6. Ferdinand Arnošt Josef Gabriel (24. března 1762 Vídeň – 26. května 1823 Vídeň), tajný rada v Bonnu, generálporučík britské armády a komtur řádu německých rytířů
  - ∞ (1812) Isabella Marie Anna Františka Rzewuska (29. listopadu 1783 – 28. srpna 1818)
- 7. Marie Anna (30. května 1763 Vídeň – 21. června 1808)
  - ∞ (1781) José Joaquín de Silva-Bazán (3. prosince 1734 Madrid – 28. března 1802 Madrid), IX. markýz ze Santa Cruz de Mudela, grand Španělského království
- 8. Marie Alžběta (27. září 1764 – 14. října 1826)
  - ∞ (1787) Josef Karel Ferdinand z Ditrichštejna (19. října 1763 Vídeň – 17. září 1825 tamtéž), 1. guvernér Rakouské národní banky 1817–1825, zemský maršálek dolnorakouských stavů 1811–1825
- 9. Marie Terezie (6. ledna 1766 – 28. srpna 1796)
  - ∞ Henri de Fourneau de Cruquenbourg, hrabě de Cruquenbourg
- 10. Maxmilián Josef (1767–1772)
- 11. Marie Luisa (1768–1826)
  - ∞ Josef hrabě Wallis svobodný pán z Karighmainu